# Espaço de largura zero
O espaço de largura zero () (em inglês: zero-width space, abreviado ZWSP) é um caractere de controle usado em formatação de texto para indicar limites de palavras para sistemas de processamento de texto quando usando scripts que não usam espaçamento explícito, ou depois de caracteres (como a barra), que não são seguidos por um espaço visível, mas após o qual pode haver uma quebra de linha. Também é usado com idiomas sem espaço visível entre as palavras, por exemplo, japonês. Normalmente, não é uma separação visível, mas pode se expandir em passagens totalmente justificadas.

## Uso
Nas páginas HTML, o espaço de largura zero pode ser usado como uma possível quebra de linha em palavras longas, como uma alternativa ao elemento <wbr>. No entanto, o espaço de largura zero não é suportado em alguns navegadores da Web, como versões antigas do Internet Explorer (versões 6 e anteriores).
```
Para mostrar o efeito do espaço de largura zero, as seguintes palavras foram separadas por espaços de largura zero: 
```

LoremIpsumDolorSitAmetConsecteturAdipiscingElitSedDoEiusmodTemporIncididuntUtLaboreEtDoloreMagnaAliquaUtEnimAdMinimVeniamQuisNostrudExercitationUllamcoLaborisNisiUtAliquipExEaCommodoConsequatDuisAuteIrureDolorInReprehenderitInVoluptateVelitEsseCillumDoloreEuFugiatNullaPariaturExcepteurSintOccaecatCupidatatNonProidentSuntInCulpaQuiOfficiaDeseruntMollitAnimIdEstLaborum
 E as seguintes palavras não são separadas por esses espaços: 

LoremIpsumDolorSitAmetConsecteturAdipiscingElitSedDoEiusmodTemporIncididuntUtLaboreEtDoloreMagnaAliquaUtEnimAdMinimVeniamQuisNostrudExercitationUllamcoLaborisNisiUtAliquipExEaCommodoConsequatDuisAuteIrureDolorInReprehenderitInVoluptateVelitEsseCillumDoloreEuFugiatNullaPariaturExcepteurSintOccaecatCupidatatNonProidentSuntInCulpaQuiOfficiaDeseruntMollitAnimIdEstLaborum 

 Nos navegadores que suportam espaços com largura zero, o redimensionamento da janela irá quebrar novamente o primeiro texto apenas nos limites das palavras, enquanto o segundo texto não será quebrado. 

## Blacklisting em URLs
As regras da ICANN proíbem que nomes de domínio incluam caracteres não exibidos, como espaço de largura zero, e a maioria dos navegadores bloqueia seu uso em nomes de domínio, porque eles podem ser usados para criar um ataque homográfico, onde um URL malicioso é visualmente indistinguível de um legítimo.
O caractere de espaço com largura zero é codificado em Unicode como U+200B  ZERO WIDTH SPACE (&NegativeMediumSpace;, &NegativeThickSpace;, &NegativeThinSpace;, &NegativeVeryThinSpace;, &ZeroWidthSpace;).
A representação TeX é \hskip0pt; a representação do LaTeX é \hspace{0pt}; e a representação groff é \:
Sua semântica e implementação de HTML são semelhantes ao hífen suave . 